# 72ª Mostra internazionale d'arte cinematografica di Venezia

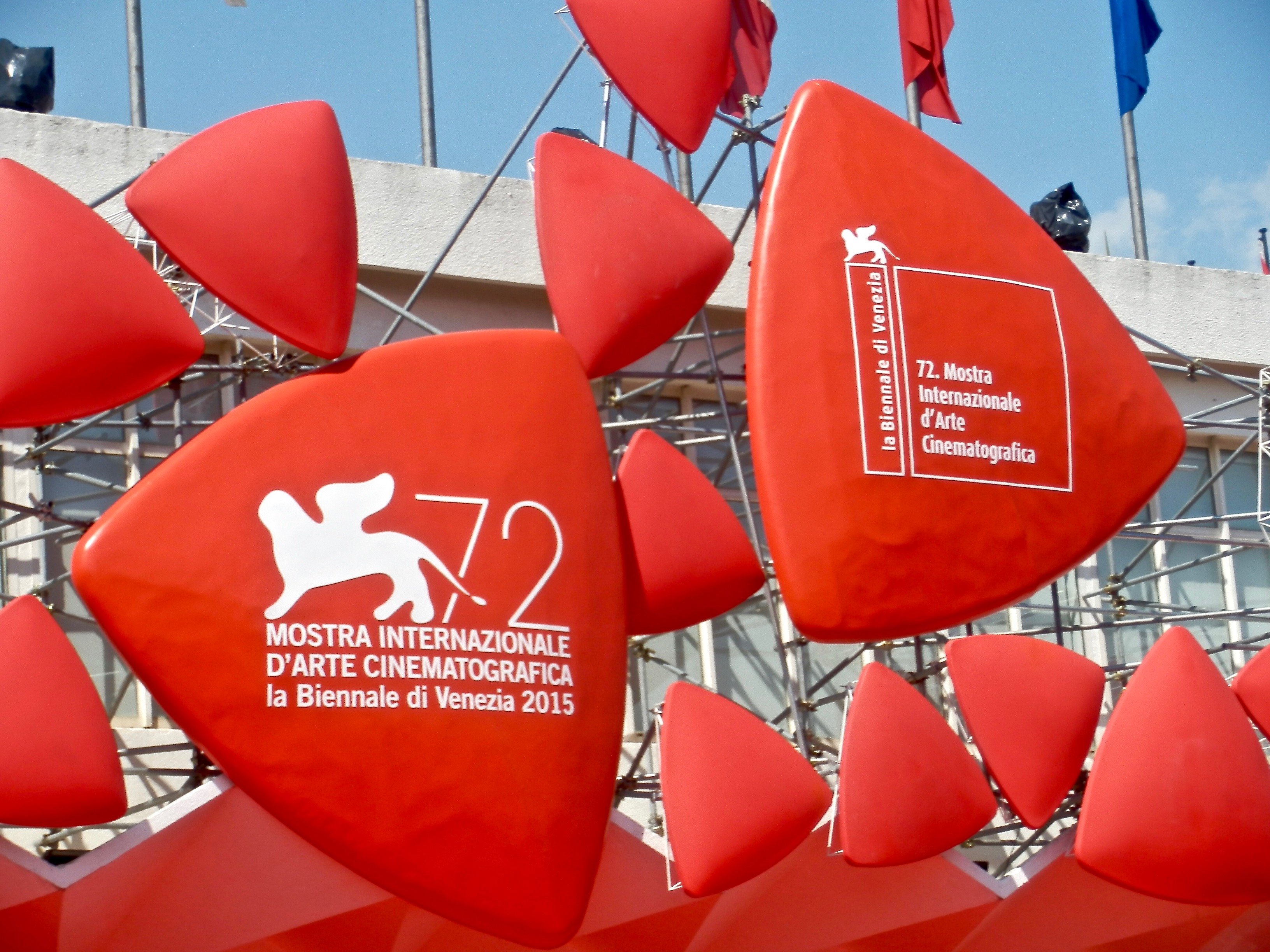
Logo della manifestazione

La 72ª edizione della Mostra internazionale d'arte cinematografica ha avuto luogo a Venezia dal 2 al 12 settembre 2015; anche quest'anno è stata diretta da Alberto Barbera e organizzata dalla Biennale presieduta da Paolo Baratta.
La madrina della rassegna è stata l'attrice italiana Elisa Sednaoui. L'elenco dei film in programma alla 72ª Mostra è stato annunciato nel corso della conferenza stampa di presentazione che si è tenuta il 29 luglio 2015 a Roma. Il film d'apertura del festival è stato Everest, del regista Baltasar Kormákur.
La giuria è stata presieduta dal regista messicano Alfonso Cuarón.

## Giuria

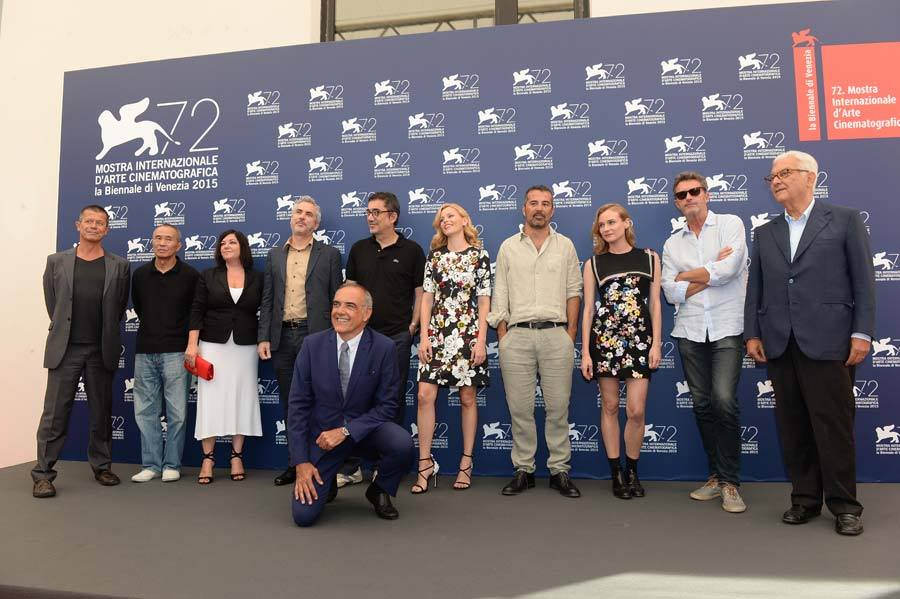
La giuria della selezione ufficiale

### Giuria della sezione ufficiale
- Alfonso Cuarón (regista e sceneggiatore, Messico) - Presidente
- Emmanuel Carrère (scrittore, sceneggiatore e regista, Francia)
- Nuri Bilge Ceylan (regista, Turchia)
- Paweł Pawlikowski (regista, Polonia)
- Francesco Munzi (regista, Italia)
- Hou Hsiao-hsien (regista, Taiwan)
- Diane Kruger (attrice, Germania)
- Lynne Ramsay (regista e sceneggiatrice, Regno Unito)
- Elizabeth Banks (attrice e regista, Stati Uniti d'America)

### Giuria della sezione "Orizzonti"
- Jonathan Demme (regista e produttore, Stati Uniti d'America) - Presidente
- Alix Delaporte (regista e sceneggiatrice, Francia)
- Paz Vega (attrice, Spagna)
- Fruit Chan (regista, Hong Kong)
- Anita Caprioli (attrice, Italia)

### Giuria del "Premio Venezia Opera Prima Luigi De Laurentiis"
- Saverio Costanzo (regista e sceneggiatore, Italia) - Presidente
- Roger Garcia (produttore, Hong Kong)
- Natacha Laurent (critica e storica del cinema, Francia)
- Charles Burnett (regista, Stati Uniti d'America)
- Daniela Michel (giornalista, Messico)

## Sezioni principali

### Film in concorso
- Abluka, regia di Emin Alper (Turchia/Francia/Qatar)
- Heart of a Dog, regia di Laurie Anderson (Stati Uniti d'America)
- Sangue del mio sangue, regia di Marco Bellocchio (Italia/Francia/Svizzera)
- Looking for Grace, regia di Sue Brooks (Australia)
- Equals, regia di Drake Doremus (Stati Uniti d'America)
- Remember, regia di Atom Egoyan (Canada/Germania)
- Beasts of No Nation, regia di Cary Fukunaga (Stati Uniti d'America)
- Per amor vostro, regia di Giuseppe M. Gaudino (Italia/Francia)
- Marguerite, regia di Xavier Giannoli (Francia/Repubblica Ceca/Belgio)
- Rabin, the Last Day, regia di Amos Gitai (Israele/Francia)
- A Bigger Splash, regia di Luca Guadagnino (Italia/Francia)
- The Endless River, regia di Oliver Hermanus (Sudafrica/Francia)
- The Danish Girl, regia di Tom Hooper (Gran Bretagna/Stati Uniti d'America)
- Anomalisa, regia di Charlie Kaufman e Duke Johnson (Stati Uniti d'America)
- L'attesa, regia di Piero Messina (Italia/Francia)
- 11 minut, regia di Jerzy Skolimowski (Polonia/Irlanda)
- Francofonia, regia di Aleksandr Sokurov (Francia/Germania/Paesi Bassi)
- Il clan (El Clan), regia di Pablo Trapero (Argentina/Spagna)
- Ti guardo (Desde allá), regia di Lorenzo Vigas (Venezuela/Messico)
- La corte (L'Hermine), regia di Christian Vincent (Francia)
- Bēixī móshòu, regia di Zhao Liang (Francia/Cina)

### Film fuori concorso
- Black Mass - L'ultimo gangster (Black Mass), regia di Scott Cooper (Stati Uniti d'America)[5]
- Everest, regia di Baltasar Kormákur (Stati Uniti d'America)
- Mr Six (Lao pao er), regia di Hu Guan (Cina)
- Go with Me - Sul sentiero della vendetta (Go with Me), regia di Daniel Alfredson (Stati Uniti d'America/Canada/Svizzera)
- Non essere cattivo, regia di Claudio Caligari (Italia)
- Il caso Spotlight (Spotlight), regia di Thomas McCarthy (Stati Uniti d'America)
- La calle de la Amargura, regia di Arturo Ripstein (Messico/Spagna)
- Dove eravamo rimasti (Ricki and the Flash), regia di Jonathan Demme (Stati Uniti d'America)[6]

#### Documentari
- Winter on Fire, regia di Evgeny Afineevski (Ucraina)
- De Palma, regia di Noah Baumbach e Jake Paltrow (Stati Uniti d'America)
- Janis, regia di Amy Berg (Stati Uniti d'America)
- Sobytie, regia di Sergei Loznitsa (Paesi Bassi/Belgio)
- Gli uomini di questa città io non li conosco, regia di Franco Maresco (Italia)
- L'esercito più piccolo del mondo, regia di Gianfranco Pannone (Città del Vaticano/Italia/Svizzera)
- Afternoon (Na ri xiawu), regia di Tsai Ming-liang (Taiwan)
- In Jackson Heights, regia di Frederick Wiseman (Stati Uniti d'America)
- Human, regia di Yann Arthus-Bertrand (Francia)
- I ricordi del fiume, regia di Gianluca e Massimiliano De Serio (Italia)

### Orizzonti
- Madame Courage, regia di Merzak Allouache (Algeria/Francia/Emirati Arabi Uniti)
- A Copy of my mind, regia di Joko Anwar (Indonesia/Corea del Sud)
- Pecore in erba, regia di Alberto Caviglia (Italia)
- Tempête, regia di Samuel Collardey (Francia)
- The Childhood of a Leader - L'infanzia di un capo (The Childhood of a Leader), regia di Brady Corbet (Gran Bretagna/Ungheria/Belgio/Francia)
- Italian Gangster, regia di Renato De Maria (Italia)
- Un mercoledì di maggio (Čahāršanbe, 19 ordibehešt), regia di Vahid Jalilvandd (Iran)
- Mountain, regia di Yaelle Kayam (Israele)
- Krigen, regia di Tobias Lindholm (Danimarca)
- Visaaranai, regia di Vetri Maaran (India)
- Free in Deed, regia di Jake Mahaffy (Stati Uniti d'America/Nuova Zelanda)
- Boi Neon, regia di Gabriel Mascaro (Brasile/Uruguay/Paesi Bassi)
- Man Down, regia di Dito Montiel (Stati Uniti d'America)
- Why Hast Thou Forsaken Me? (Lama Azavtani), regia di Hadar Morag (Israele/Francia)
- Un mostro dalle mille teste (Un monstruo de mil cabezas), regia di Rodrigo Plà (Messico)
- Mate-Me por Favor, regia di Anita Rocha da Silveira (Brasile/Argentina)
- Taj Mahal, regia di Nicolas Saada (Francia/Belgio)
- Interruption, regia di Yorgos Zois (Grecia/Francia/Croazia)
- Tharlo, regia di Pema Tseden

#### Cortometraggi
- New Eyes, regia di Hiwot Admasu Getaneh (Francia/Germania)
- E.T.E.R.N.I.T., regia di Giovanni Aloi (Francia)
- En defensa propia, regia di Mariana Arriaga (Messico)
- Violence en Réunion, regia di Karim Boukercha (Francia)
- It seems to hang on, regia di Kevin Jerome Everson (Stati Uniti d'America)
- Hou, regia di Shen Jie (Cina)
- Tarântula, regia di Aly Muritiba e Marja Calafange (Brasile)
- 55 pastillas, regia di Sebastián Muro (Argentina)
- Seide, regia di Elnura Osmonalieva (Kirghizistan)
- Champ des possibles, regia di Cristina Picchi (Canada)
- Dvorišta, regia di Ivan Salatic (Montenegro)
- The Young Man Who Came From The Chee River (Jer gun muer rao jer gun), regia di Wichanon Somumjarn (Thailandia)
- Belladonna, regia di Dubravka Turic (Croazia)
- Oh Gallow Lay, regia di Julian Wayser (Stati Uniti d'America)

#### Fuori concorso
- Zero, regia di David Victori (Stati Uniti d'America/Gran Bretagna/Spagna/Messico)

### Il Cinema nel Giardino
- ZAC - I fiori del male, regia di Massimo Denaro (Italia)
- Al centro del cinema, regia di Gianandrea Caruso, Chiara Dainese, Davide Minotti, Bernardo Pellegrini, Maria Tilli (Italia)
- Torn - Strappati, regia di Alessandro Gassmann (Italia)
- Il decalogo di Vasco, regia di Fabio Masi (Italia)
- Il pesce rosso dov'è, regia di Elisabetta Sgarbi (Italia)
- Carlo Lizzani, Il mio cinema, regia di Roberto Torelli, Cristina Torelli, Paolo Luciani (Italia)

## Sezioni autonome e parallele

### Settimana Internazionale della Critica

#### In concorso
- Motherland (Ana yurdu), regia di Senem Tuzen (Turchia/Grecia)
- Banat (Il viaggio), regia di Adriano Valerio (Italia/Romania/Bulgaria/Repubblica di Macedonia)
- The Black Hen (Kalo Pothi), regia di Min Bahadur Bham (Nepal/Francia/Germania)
- Light Years, regia di Ester May Campbell (Gran Bretagna)
- Montanha, regia di João Salaviza (Portogallo/Francia)
- The Return, regia di Green Zeng (Singapore)
- Tanna, regia di Martin Butler e Bentley Dean (Australia/Vanuatu)

#### Eventi speciali fuori concorso
- Bagnoli Jungle, regia di Antonio Capuano (Italia)
- Orphans, regia di Peter Mullan (Regno Unito)
- Famiglia (Jia), regia di Liu Shumin (Cina/Australia)

### Giornate degli Autori

#### Selezione ufficiale
- La memoria del agua, regia di Matías Bize (Cile)
- Appena apro gli occhi - Canto per la libertà (À peine j'ouvre les yeux), regia di Leyla Bouzid (Francia/Tunisia/Belgio/Emirati Arabi Uniti)
- Viva la sposa, regia di Ascanio Celestini (Italia/Francia/Belgio)
- Klezmer, regia di Piotr Chrzan (Polonia)
- Desconocido - Resa dei conti (El Desconocido), regia di Dani De La Torre (Spagna)
- Lolo, regia di Julie Delpy (Francia)
- Arianna, regia di Carlo Lavagna (Italia)
- La prima luce, regia di Vincenzo Marra (Italia/Cile)
- Island City, regia di Ruchika Oberoi (India)
- Underground Fragrance, regia di Song Pengfei (Francia/Cina)
- Early Winter, regia di Michael Rowe (Australia/Canada)
- The Daughter, regia di Simon Stone (Australia)

#### Eventi speciali
- Milano 2015, regia di Elio, Roberto Bolle, Silvio Soldini, Walter Veltroni, Cristiana Capotondi, Giorgio Diritti (Italia)
- Il paese dove gli alberi volano - Eugenio Barba e i giorni dell'Odin, regia di Davide Barletti e Jacopo Quadri (Italia)
- Bangland, regia di Lorenzo Berghella (Italia)
- Harry's Bar, regia di Carlotta Cerquetti (Italia)
- Innocence of memories - Orhan Pamuk's Museum and Istanbul, regia di Grant Gee (Regno Unito/Irlanda/Italia)
- Viva Ingrid!, regia di Alessandro Rossellini (Italia)
- Ma, regia di Celia Rowlson Hall (Stati Uniti d'America)
- Argentina, regia di Carlos Saura (Argentina/Spagna/Francia)
- I sogni del lago salato, regia di Andrea Segre (Italia)

#### Progetto Women's Tales
- De Djess, regia di Alice Rohrwacher (Italia)
- Les 3 boutons, regia di Agnès Varda (Francia/Italia)

#### Premio Lux
- Mediterranea, regia di Jonas Carpignano (Italia/Stati Uniti d'America/Germania/Francia/Qatar)
- Mustang, regia di Deniz Gamze Ergüven (Francia/Germania/Turchia/Qatar)
- Urok, regia di Kristina Grozeva, Peter Valchanov (Bulgaria/Grecia)

#### Eventi"In accordo con le Giornate degli Autori"
- Storie Sospese, regia di Stefano Chiantini (Italia)
- I sogni del lago salato, regia di Andrea Segre (Italia/ Kazakistan)
- Il ghetto di Venezia: 500 anni di vita, regia di Emanuela Giordano (Italia)

## I premi

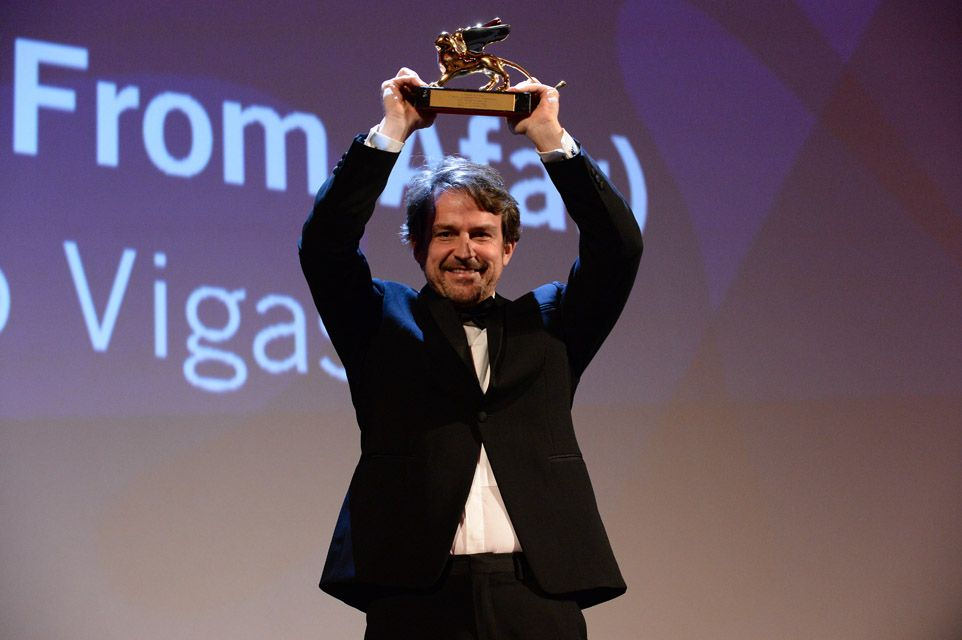
Lorenzo Vigas con il Leone d'oro per Ti guardo

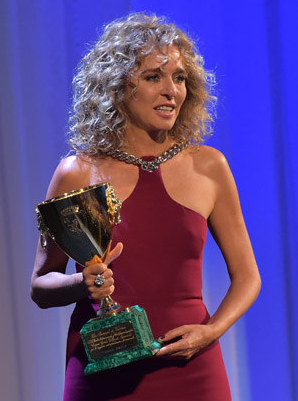
Valeria Golino, vincitrice della Coppa Volpi

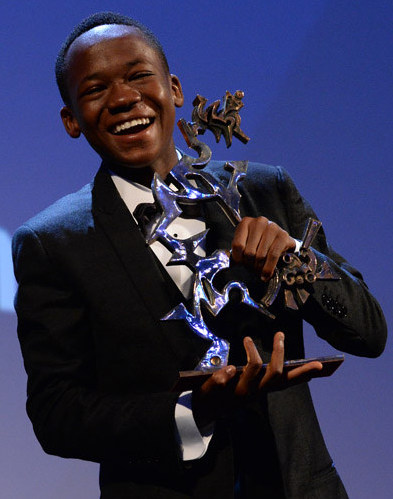
Abraham Attah, vincitore del Premio Marcello Mastroianni

### Premi della selezione ufficiale
- Leone d'oro al miglior film: Ti guardo (Desde allá) di Lorenzo Vigas (Venezuela)
- Leone d'argento - Gran premio della giuria: Anomalisa di Charlie Kaufman e Duke Johnson (Stati Uniti d'America)
- Leone d'argento per la miglior regia: Pablo Trapero per Il clan (El Clan) (Argentina)
- Coppa Volpi per la migliore interpretazione femminile: Valeria Golino per Per amor vostro (Italia)
- Coppa Volpi per la migliore interpretazione maschile: Fabrice Luchini per La corte (L'Hermine) (Francia)
- Premio Osella per la migliore sceneggiatura: Christian Vincent per La corte (L'Hermine) (Francia)
- Premio speciale della giuria: Abluka di Emin Alper (Turchia/Francia/Qatar)
- Premio Marcello Mastroianni ad un attore o attrice emergente: Abraham Attah per Beasts of No Nation (Stati Uniti d'America)

### Orizzonti
- Premio Orizzonti per il miglior film: Free in Deed, regia di Jake Mahaffy
- Premio Orizzonti per la miglior regia: The Childhood of a Leader - L'infanzia di un capo (The Childhood of a Leader) regia di Brady Corbet
- Premio Speciale della Giuria Orizzonti: Boi Neon, regia di Gabriel Mascaro
- Premio Orizzonti per il miglior attore: Dominique Leborne per Tempête
- Premio Orizzonti per il miglior cortometraggio: Belladonna, regia di Dubravka Turic

### Premio Venezia Opera prima "Luigi De Laurentiis"
- The Childhood of a Leader - L'infanzia di un capo (The Childhood of a Leader), regia di Brady Corbet

### Premi alla carriera
- Premio Jaeger-LeCoultre Glory to the Filmmaker: a Brian De Palma[7]
- Leone d'oro alla carriera: a Bertrand Tavernier
- Persol Tribute To Visionary Talent Award: Jonathan Demme[8]

### Premi collaterali
- Premio di Amnesty International Italia “Il cinema per i diritti umani” a Visaaranai di Vetri Maaran[9]

- Settimana Internazionale della Critica - Premio "Pietro Barzisa" a Tanna di Bentley Dean e Martin Butler
- Giornate degli Autori a Early Winter di Michael Rowe
- Premio FIPRESCI:
  - Miglior film Venezia 72 a Sangue del mio sangue di Marco Bellocchio
  - Miglior film Orizzonti e Settimana Internazionale della Critica a Un mercoledì di maggio (Chaharshanbeh, 19 Ordibehesh) di Vahid Jalilvand
- Mouse d'oro a Rabin, the Last Day di Amos Gitai
- Mouse d'argento a Il caso Spotlight (Spotlight) di Tom McCarthy
- Queer Lion: The Danish Girl di Tom Hooper
- Premio SIGNIS: a Behemoth di Zhao Liang
  - Menzione speciale a L'attesa di Piero Messina
- Premio Francesco Pasinetti:
  - Miglior film a Non essere cattivo di Claudio Caligari
  - Migliori attori: Luca Marinelli per Non essere cattivo e Valeria Golino per Per amor vostro
  - Miglior film delle Giornate degli Autori a La prima luce di Vincenzo Marra
- Premio Green Drop: a Behemoth di Zhao Liang
- Premio Brian a Il caso Spotlight (Spotlight) di Tom McCarthy
- Premio Interfilm - Premio per la promozione del dialogo interreligioso a Un mercoledì di maggio (Chaharshanbeh, 19 Ordibehesh) di Vahid Jalilvand
- Premio FEDIC a Non essere cattivo di Claudio Caligari
  - Menzione speciale a L'attesa di Piero Messina
- Premio "Civitas Vitae" a Alberto Caviglia per Pecore in erba
- Premio Lanterna Magica (CGS) a Blanka di Kohki Hasei
- Premio Padre Nazareno Taddei a Marguerite di Xavier Giannoli
- Premio Giovani Giurati del Vittorio Veneto Film Festival a Remember di Atom Egoyan
  - Menzione speciale a 11 minut di Jerzy Skolimowski
- Premio "Gianni Astrei" a Non essere cattivo di Claudio Caligari
- Premio Open a Harry's Bar di Carlotta Cerquetti
- Premio Interfilm - Premio per la promozione del dialogo interreligioso a Un mercoledì di maggio (Chaharshanbeh, 19 Ordibehesh) di Vahid Jalilvand
- Premio Sorriso Diverso Venezia 2015: 
  - miglior film italiano a Non essere cattivo di Claudio Caligari
  - miglior film straniero a Blanka di Kohki Hasei
- Premio Label Europa Cinemas a Appena apro gli occhi - Canto per la libertà (À peine j'ouvre les yeux) di Leyla Bouzid
- Premio del Pubblico BNL a Appena apro gli occhi - Canto per la libertà (À peine j'ouvre les yeux) di Leyla Bouzid
- Premi Fedeora
  - Venezia 72 - Premio per il miglior film europeo in concorso a Francofonia di Alexander Sokurov
  - Giornate Degli Autori
    - Miglior Film a Underground Fragrance di Pengfei
    - Miglior regista esordiente a Ruchika Oberoi per Island City
    - Miglior attrice esordiente a Ondina Quadri per Arianna

  - Settimana Internazionale della Critica
    - Miglior fotografia a Benthey Dean per Tanna
    - Miglior film a Kalo Photi di Bahadur Bham Min

  - Premio Laguna Sud:
    - Miglior film a Lolo di Julie Delpy
    - Miglior scoperta italiana ad Arianna di Carlo Lavagna
- Segnalazione Cinema for UNICEF: a Beasts of No Nation di Cary Fukunaga
- Leoncino d'Oro Agiscuola per il Cinema: a L'attesa di Piero Messina
- Premio Schermi di Qualità - Carlo Mazzacurati a Non essere cattivo di Claudio Caligari
- Premio Fondazione Mimmo Rotella: Aleksandr Sokurov, Terry Gilliam e Johnny Depp
- Cinemadamare - "LeonedaMare": a The Danish Girl di Tom Hooper
- Future Film Festival Digital Award a Anomalisa di Charlie Kaufman e Duke Johnson
  - Menzione speciale a Heart of a Dog di Laurie Anderson
- Premio "L'Oréal Paris per il Cinema": a Valeria Bilello
- Premio Bianchi: a Ermanno Olmi
- Premio Assomusica "Ho Visto una Canzone": A cuor leggero di Riccardo Sinigallia per Non essere cattivo
- HRNs Award: a Rabin, the Last Day di Amos Gitai
- Premio Soundtrack Stars:
  - Premio per la miglior colonna sonora: ex aequo a A Bigger Splash di Luca Guadagnino e Equals di Drake Doremus
  - Premio alla carriera a Nicola Piovani
- Premio Gillo Pontecorvo a Non essere cattivo di Claudio Caligari
- Premio The Most Innovative Budget a A Bigger Splash di Luca Guadagnino
- Premio NuovoImaie Talent Award:
  - Miglior attrice italiana esordiente: Ondina Quadri per Arianna
  - Miglior attore italiano esordiente: Alessandro Borghi per Non essere cattivo